# Erebia gorgoneforme
Erebia gorgoneforme är en fjärilsart som beskrevs av Drenowski 1923. Erebia gorgoneforme ingår i släktet Erebia och familjen praktfjärilar. Inga underarter finns listade i Catalogue of Life.